# Enlil-násir II.
Enlil-násir II., (akkadsky „[Bůh] Enlil – ochránce“) syn Aššur-rabiho I., byl asyrský král který vládl necelých šest let přibližně v letech 1430–1425 př. n. l. (protože se nedochovaly doby vlád jeho otce a bratra, jsou tyto roky jen přibližným odhadem). Po úspěšném převratu sesadil z trůnu svého bratra Aššur-nádin-achchého I. Jinak o něm není nic známo.
Jeho nástupcem se stal jeho syn Aššur-nirári II.